# 송원학안
《송원학안》(宋元學案)은, 중국 송(宋) 왕조에서 원(元) 왕조에 걸친 시기에 활약한 유학자(신유학자) 2,700여 명의 이름과 사상, 주요 저술에 대해 수록한 책이다. 전 100권.
학안이란 학파라는 뜻이다.

## 편찬 과정
중국 송 왕조에서 몽골족 원 왕조에 이르는 시기 유학자들의 인명사전인 이 《송원학안》의 정리 작업이 시작된 것은 중국 명말청초의 학자 황종희(黃宗羲.1610-1695)에 의해서였다. 청(淸) 강희 15년(1676년) 황종희는 자신이 완성한 명대 유학자들의 인명사전 《명유학안》에 이어 이 책의 수찬을 시작했다. 그러나 17권과 서문만을 완성한 채 황종희는 세상을 떠났고, 아들 황백가(黃百家)가 아버지의 뒤를 이어 8권을 더 저술했다.
이후 황종희의 제자 전조망(全祖望), 양개원, 고제 등이 건륭(乾隆) 12년(1747년)부터 20년(1755년)까지 이 책의 내용을 보충했다. 전조망은 책에 실려 있는 송, 원대 유학자들을 모두 91개 학파로 분류해 정리했다. 전조망이 죽기 1년 전에 책은 완성되었지만, 미처 간행되기도 전에 전조망은 세상을 떠났고, 후에 책의 저본 원고는 근현 노씨 포경당의 문인 노호(월선)가 소장하게 되었으며, 잔본이 장학용에게 넘어갔다. 
황종희의 6세 손인 황징, 7세 손인 황직당이 또 다시 이 책의 내용을 보충해 모두 86권이 되었고, 청 도광(道光) 연간에 절강학파에 속하는 절강학정 진소종(陳少宗)이 이 책을 가지게 되었다. 도광 18년(1838년) 왕재재(王梓材)와 풍운호(馮雲濠)가 독학 하릉한의 위탁을 받아 원고의 오탈자와 착오 부분을 정리, 처음으로 《송원학안보유》라는 제목으로 전100권의 책이 완성되었고, 동시에 나머지 7, 8백 조를 보충한다. 
왕재재는 《송원학안보유》의 서문에서 "나는 오교(풍운호)와 함께 널리 《송원학안》의 빠진 부분을 모아 무릇 42권을 얻었다. ... 오교는 믿음이 두텁고 학문을 좋아하여 집에 취경각을 두고 경사자집 4부가 그 대오를 이루고 있으니, 송, 원대 유자의 문집은 1백 수십 가(家)를 내려가지 않았다. 그 문적은 양교의 학안으로 빌려올 것을 기다리지 않으니, 즉 '보유'의 수합 또한 이 각(취경각)이 있어 이루어졌다."고 본서의 보충에서 풍운호의 도움에 대해 쓰고 있다. 완성된 원고는 도용석의 집에 맡겨졌다.
《송원학안》은 모두 87개 학안으로 두 개의 학격(형공신학략, 소씨촉학략)에 두 개의 당안(원우당안, 경원당안)으로 나뉘고, 전 책은 안정, 태산 두 학안으로 개편되어 권9까지 소동제학안이 전개되고, 모두 송, 원대 학자 2,428명을 실어서 《명유학안》에 실린 학자의 열 배 이상이 된다. 그러나 《송원학안》에는 대부분 이름이나 짧은 소전만 기록되어 있고 그 언설이나 문장은 싣지 않았다(언설이나 문장을 남긴 송, 원대 학자는 209명으로 《명유학안》에 실린 명대 유학자들보다 한 명 더 많았다). 《자치통감》의 저자로 유명한 북송의 사마광을 필두로 한 《속수학안》, 소옹의 《백원학안》, 주돈이의 《염계학안》, 정호의 《명도학안》, 정이의 《이천학안》, 장재의 《횡거학안》, 주희의 《회옹학안》, 십괄의 《수심학안》 등이 모두 2권에 걸쳐 상세히 서술되어 있다. 
전조망이 《송원학안》을 보수하면서는 원본의 여러 학안을 분할, 여러 학안을 새로 추가했다. 예를 들어 권23의 '형양학안'은 여희철을 싣기 위해 진조망이 새로 설정한 학안으로, 원래 여희철은 독립된 항목이 아니라 도원의 문인으로써 '안정학안'에 속해 있었다. 또한 여대림, 범욱과 같은 관문 제자들은 원래 '남전학안'에 속해 있던 것을 전조망이 보수하면서는 '여범제유학안'으로 바꾸었다. 전조망은 이에 대해 "나는 남뢰의 송유학안을 이어받으면서 방문하고 수색하는 데에 여력을 다했다. 대개 6백년 이래 유림에 알려지지 못한 자가 있었는데 내가 드러내 보인 것이다"라고 했다.
완성된 《송원학안》은 청 도광 18년(1838년) 절강 성에서 처음으로 간행되었으나, 아편전쟁으로 소실되었다.
광서 5년(1879년) 장여림(張汝霖)이 다시 주도하여 호남 성의 장사에서 《송원학안》(전100권)을 번각(복간)해 유포하였다. 이로써 비로소 《송원학안》은 세상에 퍼지게 되었으며, 편찬, 간행부터 유포에 이르기까지 무려 2백 년이라는 시간이 지난 뒤였다. 후스는 《송원학안보유》 42권본의 발문을 썼다. 

## 내용
이 책은 송, 원대의 성리학자, 철학자의 생애와 사상의 대요를 아우르고, 책의 첫머리에 '고략', 역서는 책의 전말을 서술, '서록'을 거쳐 사건 본문으로 이어진다. 
주된 특징으로는 주자성리학에 대한 존숭이라 할 수 있다. 주자학 계열 학파가 앞부분에 비중있게 서술된 반면, 이와는 다른 흐름을 형성한 왕안석(王安石) 계열이라든가, 불교 및 도교적 특색이 농후한 소순(蘇洵)ㆍ소식(蘇軾)ㆍ소철(蘇轍) 3부자는 그 지대한 영향력에 견주어 형편없는 대접을 했다.

## 한국어 번역
2007년에 한국의 경상대학교 최석기 교수가 이끄는 본 대학교 한문학과 강독반이 번역, 보고사에서 '송원시대 학맥과 학자들'이라는 제목으로 출간하였다.

## 같이 보기
- 동유학안(東儒學案) - 조선 후기부터 8.15 이후까지 생존한 유학자 하겸진(1870~1946)이 학파의 원류 및 학설을 소개한 연원록이다.